# Grzyby niedoskonałe

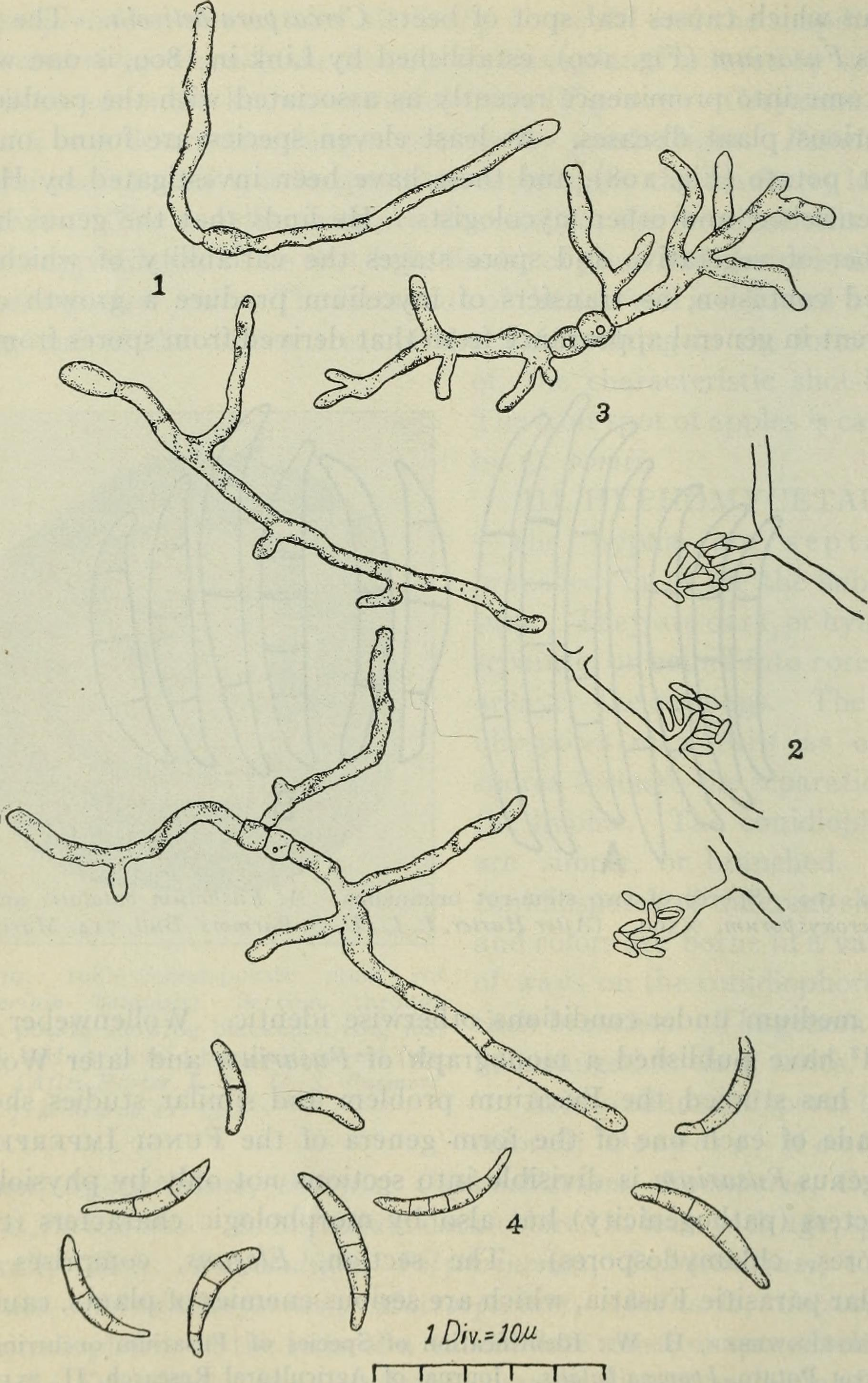
Niektóre rodzaje strzępek i konidiów

Grzyby niedoskonałe, grzyby anamorficzne, grzyby mitosporowe, czasami nazywane również grzybami bezpłciowymi lub grzybami konidialnymi  (Fungi imperfecti, Deuteromycotina, Deuteromycota, Deuteromycetes) – grupa grzybów, u których stwierdzono brak stadium rozmnażania płciowego. Grzyby te rozmnażają się wyłącznie bezpłciowo przez konidia, ewentualnie przez tzw. cykl paraseksualny. Istnieje nawet grupa tych grzybów, która nie wytwarza żadnych zarodników i rozmnaża się wyłącznie przez plechę. Do grzybów niedoskonałych należy  około 15 tysięcy gatunków zaliczonych do 2600 rodzajów, liczba ta jednak ciągle zmienia się w wyniku badań mykologicznych. 

## Taksonomia
Obecnie w systematyce grzybów nie istnieje takson grzyby niedoskonałe. Okazało się, że niektóre z gatunków zaliczanych do grzybów niedoskonałych tworzą dwie morfy: bezpłciową, tzw. anamorfę zaliczaną do grzybów niedoskonałych i płciową, tzw. teleomorfę, należącą do innych grup – głównie workowców, rzadziej podstawczaków. Pod dwoma nazwami gatunkowymi krył się ten sam gatunek. Działo się tak dlatego, że trudno jest powiązać te postacie z sobą, morfologicznie wyglądają one zupełnie inaczej i często występują w innych siedliskach. W 1994 r. na Międzynarodowym Kongresie Botanicznym w Tokio ustalono, że  nadrzędnym kryterium podziału grzybów będzie teleomorfa. Tym samym w nowej klasyfikacji grzybów brak odrębnego taksonu dla grzybów niedoskonałych. W większości przypadków jednak postacie anamorficzne workowców i podstawczaków nadal nie są nam znane, a do nieistniejącej grupy grzybów anamorficznych należy wiele gatunków, w tym gatunki mające duże znaczenie ekonomiczne. Muszą gdzieś być umieszczone w systemie klasyfikacyjnym. W nowym ujęciu taksonomicznym wstawione są głównie do grzybów workowych (nieliczne tylko do grzybów podstawkowych), ale czasami bez taksonów pośrednich. Umieszcza się je alfabetycznie. W międzynarodowym rejestrze gatunków grzybów Index Fungorum taksony pośrednie opisane są jako incertae sedis.
Dla celów praktycznych podzielono grzyby niedoskonałe na trzy grupy: agonomycetes, hyphomycetes i coelomycetes. Za kryterium podziału przyjęto typ zarodnikowania (cechy konidiomów), typ konidiogenezy i budowę konidiów.

## Cechy charakterystyczne
Cechy charakteryzujące grzyby anamorficzne to:
- brak stadium tworzącego worki z askosporami, podstawki z bazydiosporami, teliospory lub organu inicjującego powstawanie podstawki,
- zupełny brak mejotycznych lub mitotycznych struktur reprodukcyjnych (mycelia sterilia),
- występowanie wyłącznie zarodników konidialnych (mitospor) powstających wskutek mitozy.

## Rozmnażanie
Procesy płciowe nie zachodzą zupełnie (lub zachodzą wyjątkowo, np. w czasie hodowli kultury na sztucznych pożywkach), a rozmnażanie wegetatywne odbywa się przeważnie za pomocą konidiów. Eliminacja procesów płciowych u tych organizmów związana jest prawdopodobnie z ich wysoką specjalizacją i przystosowaniem do pasożytniczego trybu życia. Rozmnażanie wegetatywne pozwala na tworzenie masy zarodników, mających dokładnie takie same właściwości fizjologiczne, jak osobnik rodzicielski, a więc zapewnia znalezienie odpowiedniego żywiciela i w rezultacie istnienie gatunku. Natomiast opozycyjne zjawisko rekombinacji (będącej nieodłącznym elementem procesów płciowych) powoduje powstawanie zarodników (mejospor) o przeważnie odmiennych od osobnika rodzicielskiego właściwościach. W przypadku silnie wyspecjalizowanych organizmów (np. pasożytów) takie zarodniki mogą nie znaleźć odpowiedniego podłoża do rozwoju grzybni. Konieczną dla procesu ewolucji niewielką liczbę nowych genotypów uzyskują albo na drodze mutacji, albo w wyniku tzw. cyklu paraseksualnego.
Wytwarzanie zarodników (konidiogeneza) odbywa się w komórkach konidiotwórczych, które w najprostszych przypadkach znajdują się na końcach strzępek, częściej jednak na specjalnych trzonkach konidialnych. Konidiofory mają bardzo różne kształty,  mogą być pojedyncze lub rozgałęzione. U wielu grzybów konidia powstają w bardziej zorganizowanych strukturach zwanych konidiomami. Są to koremia (synnemy), sporodochia, acerwulusy, kupule, pionnoty, pyknidia lub pyknotyria.
Grzyby anamorficzne to organizmy po większej części pasożytnicze, wyrządzające często duże szkody gospodarcze.